# Northville (condado de Fulton, Nueva York)
Northville es una villa ubicada en el condado de Fulton en el estado estadounidense de Nueva York. En el año 2000 tenía una población de 1,139 habitantes y una densidad poblacional de 413.5 personas por km².

## Geografía
Northville se encuentra ubicada en las coordenadas 43°13′30″N 74°10′24″O / 43.22500, -74.17333.

## Demografía
Según la Oficina del Censo en 2000 los ingresos medios por hogar en la localidad eran de $37,566, y los ingresos medios por familia eran $44,792. Los hombres tenían unos ingresos medios de $30,391 frente a los $21,771 para las mujeres. La renta per cápita para la localidad era de $17,808. Alrededor del 13.4% de la población estaban por debajo del umbral de pobreza.